# 山形警察署
山形警察署（やまがたけいさつしょ）は、山形県警察が管轄する警察署の一つである。県内筆頭の大規模署で、署長は警視正。

## 管轄区域
- 山形市
- 東村山郡 中山町、山辺町

## 所在地
- 山形県山形市松山一丁目1番23号

## 沿革
- 1876年（明治9年）：開署
- 1877年（明治10年）：山形警察署に改称
- 1891年（明治24年）：山形市警察署に改称[1]
- 1902年（明治35年）9月15日：山形警察署に改称[2]
- 1911年（明治44年）5月8日：大火で類焼[3]
- 1987年（昭和62年）7月25日：現在地へ新築移転
- 2003年（平成15年）
  - 5月1日：蔵王半郷駐在所廃止[4]
  - 12月22日：飯田交番・三日町交番を廃止し、成沢交番・南二番町交番・南沼原交番を設置[5]
- 2004年（平成16年）4月1日：小立駐在所廃止[6]
- 2005年（平成17年）4月：窃盗犯捜査を専門に担当する刑事第三課を設置
- 2006年（平成18年）4月1日：蔵王交番・山辺交番・中山交番・金井駐在所を廃止し、蔵王駐在所・山辺駐在所・中山駐在所を設置[7]
- 2013年（平成25年）4月1日：嶋交番設置[8]
- 2016年（平成28年）4月1日：蔵王駐在所・松原駐在所・長谷堂駐在所を廃止し、蔵王温泉駐在所・蔵王駅西駐在所を設置[9]
- 2021年（令和3年）4月1日：七日町交番を廃止し、中央交番を設置

## 交番

### 山形市
- 成沢交番 - 山形市成沢西2丁目9-2
- 南二番町交番 - 山形市南二番町8-25
- 南沼原交番 - 山形市富の中4丁目6-33
- 駅前交番 - 山形市香澄町1丁目16-34
- 西部交番 - 山形市砂塚1030-6
- 中央交番 - 山形市緑町1丁目1-3
- あこや町交番 - 山形市あこや町2丁目3-22
- 緑町交番 - 山形市緑町3丁目19-28
- 東部交番 - 山形市花楯2丁目18-54
- 北部交番 - 山形市桧町4丁目4-8
- 嶋交番 - 山形市江俣4丁目20-21

## 駐在所

### 山形市
- 蔵王温泉駐在所 - 山形市蔵王温泉188-7
- 蔵王駅西駐在所 - 山形市大字松原781-3
- 柏倉駐在所 - 山形市大字柏倉654-17
- 古館駐在所 - 山形市大字古館102-5
- 漆山駐在所 - 山形市大字千手堂399-5
- 大郷駐在所 - 山形市大字中野551-2
- 楯山駐在所 - 山形市大字風間918-2
- 高瀬駐在所 - 山形市大字下東山1103
- 山寺駐在所 - 山形市大字山寺1872-5

### 中山町
- 中山駐在所 - 東村山郡中山町大字長崎5041-1
- 豊田駐在所 - 東村山郡中山町大字柳沢504-7

### 山辺町
- 山辺駐在所 - 東村山郡山辺町大字山辺343-7

### かつて存在した駐在所
- 大寺駐在所（2009年、山辺駐在所と統合）[10]
- 長町駐在所（2009年、東部交番と統合）[10]
- 松原駐在所（2016年、長谷堂駐在所と統合）
- 長谷堂駐在所（2016年、松原駐在所と統合）
- 簗沢駐在所